# Anthocharis thoosa
Anthocharis thoosa är en fjärilsart som först beskrevs av Samuel Hubbard Scudder 1878.  Anthocharis thoosa ingår i släktet Anthocharis och familjen vitfjärilar. Inga underarter finns listade i Catalogue of Life.